# Cinansérine
La cinansérine était un antagoniste sérotoninergique testé au cours des années 1970 dans la schizophrénie. Il serait efficace pour prévenir et soigner le syndrome respiratoire aigu sévère (SRAS) (coronavirus).
(Annoncé lors d'une conférence à Hangzhou, en Chine).